# قانون کار کانادا
قانون کار کانادا مجموعه قوانینی است که حقوق، محدودیت‌ها و تعهدات اتحادیه‌های کارگری، کارگران و کارفرمایان در کانادا را تنظیم می‌کند.

## چارچوب قانونی
دولت‌های فدرال، استانی و منطقه‌ای همگی قوانین کار و استخدام را در کانادا تنظیم می‌کنند و دولت فدرال چند بخش اقتصادی خاص را تنظیم می‌کند و استان‌ها و مناطق سایر بخش‌ها را تنظیم می‌کنند. قانون اساسی صلاحیت انحصاری فدرال را بر استخدام به عنوان جزئی از اختیارات نظارتی خود برای صنایع خاص، از جمله بانکداری، پخش رادیو و تلویزیون، ناوبری و کشتیرانی داخلی و دریایی، ماهیگیری داخلی و دریایی، و همچنین هر نوع حمل و نقلی که از مرزهای استانی عبور می‌کند. استخدام خارج از صنایع تحت نظارت فدرال برای اکثر قوانین مدنی (از جمله قراردادها) تحت اختیارات استانی قرار می‌گیرد.

## اعتصاب‌ها
بر اساس حکم دادگاه عالی کانادا در سال ۲۰۱۵ در فدراسیون کار ساسکاچوان حق کارگران برای اعتصاب و اعتراض علیه کارفرما از نظر قانون اساسی در کانادا محافظت می‌شود. حق اعتصاب بخش مهمی از فرآیند مذاکره جمعی معنادار در نظام روابط کار ما است. این نقش حیاتی در مذاکرات جمعی به این دلیل است که حق اعتصاب طبق قانون اساسی مورد حمایت قانون اساسی است. ماده۲ (د) [از قانون اساسی کانادا].

### صف کارگران اعتصابی
قانون مربوط به صدور احکامی که تجمع اعتراضی را در طول اعتصابات محدود می‌کند، از استانی به استان دیگر متفاوت است و عمدتاً به جای قانونی، رویه قضایی است.